# رودولفو گریب
رودولفو گریب (انگلیسی: Rodolfo Graieb؛ زادهٔ ۸ ژوئن ۱۹۷۴) بازیکن فوتبال اهل آرژانتین است.
از باشگاه‌هایی که در آن بازی کرده‌است می‌توان به باشگاه ورزشی بارسلونا، باشگاه فوتبال اتلتیکو هوراکان، و باشگاه فوتبال لانوس اشاره کرد.